# Groupe d'Himalia
Pour les articles homonymes, voir Himalia.

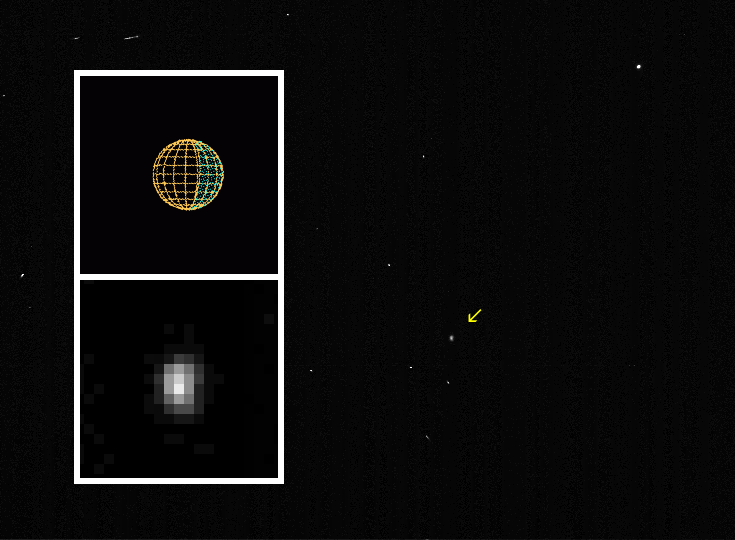
Himalia, vu par la sonde Cassini

Le groupe d'Himalia est un groupe de satellites naturels de Jupiter qui partagent des orbites similaires.

## Caractéristiques
Le groupe d'Himalia regroupe sept satellites, qui orbitent de façon prograde autour de Jupiter sur des demi-grands axes compris entre 11 160 000 et 12 555 000 km, des inclinaisons de 25,8 à 30,7° par rapport à l'équateur de Jupiter et des excentricités entre 0,11 et 0,25 : Léda, Himalia, Ersa, Pandia, Lysithéa, Élara, Dia, S/2018 J 2 et S/2011 J 3.
Les membres du groupe apparaissent gris ; Himalia, le plus grand membre du groupe, possède des indices de couleur B-V=0,62 et V-R=0,4, similaire à un astéroïde de type C. Les mesures de la sonde Cassini confirment un spectre électromagnétique sans caractéristique notable, mis à part une légère absorption à 3 μm qui pourrait indiquer la présence d'eau. Les satellites pourraient avoir une origine commune, probablement par fragmentation d'un corps initial plus grand.
Le groupe est nommé d'après Himalia, son membre le plus grand et le plus massif. Étant progrades, l'Union astronomique internationale réserve, par convention, à ces satellites des noms se terminant en « -a » (les rétrogrades se finissant en « -e »).

Diagramme illustrant l'orbite des satellites irréguliers de Jupiter. Le groupe d'Himalia est visible sur le centre-gauche.
Diagramme illustrant l'inclinaison des quatre principaux membres du groupe d'Himalia en fonction du demi-grand axe.

## Liste
La liste suivante récapitule les principales caractéristiques des membres du groupe d'Himalia, classés par demi-grand axe croissant. Les éléments orbitaux sont donnés pour l'époque 27 octobre 2007 (JJ 2454400.5). L'inclinaison est relative au plan de l'écliptique.
| Nom      | Demi-grand axe (km) | Dimensions (km) | Période de révolution (d) | Inclinaison (°) | Excentricité |
| -------- | ------------------- | --------------- | ------------------------- | --------------- | ------------ |
| Léda     | 11 098 480          | 20              | 238,86                    | 27,37566        | 0,1801349    |
| Himalia  | 11 493 550          | 170             | 251,73                    | 30,16980        | 0,1315954    |
| Lysithéa | 11 665 380          | 36              | 257,40                    | 26,65064        | 0,1409403    |
| Élara    | 11 676 677          | 86              | 257,77                    | 30,53648        | 0,2099335    |
| Dia      | 12 570 585          | 4               | 287,93                    | 27,58421        | 0,2058175    |